# Tumas Corona
Tumas Corona est une corona, formation géologique en forme de couronne, située sur la planète Vénus par -16,3° S et 351,2° E. Elle est localisée dans le quadrangle de Carson. Elle a été nommée en référence à Tumas, déesse Hopi (États-Unis) de la fertilité. 

## Géographie et géologie
Tumas Corona couvre une surface circulaire d'environ 200 km de diamètre. 